# ハテナde
『ハテナde』（ハテナで）は、日本テレビで2022年（令和4年）8月13日土曜 1:15 - 1:44（金曜深夜）と8月20日土曜0:35 - 1:04に放送されたバラエティ番組である。

## 出演者
リーダー
- ハライチ

1週目「ハテナde高円寺」
- 井口浩之（ウエストランド）
- もも
- アルコ&ピース
- 中野英雄
- 彦摩呂

2週目「ハテナde神田」
- 井口浩之（ウエストランド）
- 真空ジェシカ
- ロッチ
- 小野正利

## ネット局
| 放送対象地域   | 放送局                | 系列           | 放送日時                                                            | 放送期間               | ネット状況 |
| -------------- | --------------------- | -------------- | ------------------------------------------------------------------- | ---------------------- | ---------- |
| 関東広域圏     | 日本テレビ（NTV）     | 日本テレビ系列 | 1週目土曜 1:15 - 1:44（金曜深夜） 2週目土曜 0:35 - 1:04（金曜深夜） | 2022年8月13日・8月20日 | 【制作局】 |
| 青森県         | 青森放送（RAB）       | 日本テレビ系列 | 1週目土曜 1:15 - 1:44（金曜深夜） 2週目土曜 0:35 - 1:04（金曜深夜） | 2022年8月13日・8月20日 | 同時ネット |
| 岩手県         | テレビ岩手（TVI）     | 日本テレビ系列 | 1週目土曜 1:15 - 1:44（金曜深夜） 2週目土曜 0:35 - 1:04（金曜深夜） | 2022年8月13日・8月20日 | 同時ネット |
| 宮城県         | ミヤギテレビ（MMT）   | 日本テレビ系列 | 1週目土曜 1:15 - 1:44（金曜深夜） 2週目土曜 0:35 - 1:04（金曜深夜） | 2022年8月13日・8月20日 | 同時ネット |
| 福島県         | 福島中央テレビ（FCT） | 日本テレビ系列 | 1週目土曜 1:15 - 1:44（金曜深夜） 2週目土曜 0:35 - 1:04（金曜深夜） | 2022年8月13日・8月20日 | 同時ネット |
| 新潟県         | テレビ新潟（TeNY）    | 日本テレビ系列 | 1週目土曜 1:15 - 1:44（金曜深夜） 2週目土曜 0:35 - 1:04（金曜深夜） | 2022年8月13日・8月20日 | 同時ネット |
| 長野県         | テレビ信州（TSB）     | 日本テレビ系列 | 1週目土曜 1:15 - 1:44（金曜深夜） 2週目土曜 0:35 - 1:04（金曜深夜） | 2022年8月13日・8月20日 | 同時ネット |
| 静岡県         | 静岡第一テレビ（SDT） | 日本テレビ系列 | 1週目土曜 1:15 - 1:44（金曜深夜） 2週目土曜 0:35 - 1:04（金曜深夜） | 2022年8月13日・8月20日 | 同時ネット |
| 富山県         | 北日本放送（KNB）     | 日本テレビ系列 | 1週目土曜 1:15 - 1:44（金曜深夜） 2週目土曜 0:35 - 1:04（金曜深夜） | 2022年8月13日・8月20日 | 同時ネット |
| 石川県         | テレビ金沢（KTK）     | 日本テレビ系列 | 1週目土曜 1:15 - 1:44（金曜深夜） 2週目土曜 0:35 - 1:04（金曜深夜） | 2022年8月13日・8月20日 | 同時ネット |
| 中京広域圏     | 中京テレビ（CTV）     | 日本テレビ系列 | 1週目土曜 1:15 - 1:44（金曜深夜） 2週目土曜 0:35 - 1:04（金曜深夜） | 2022年8月13日・8月20日 | 同時ネット |
| 鳥取県・島根県 | 日本海テレビ（NKT）   | 日本テレビ系列 | 1週目土曜 1:15 - 1:44（金曜深夜） 2週目土曜 0:35 - 1:04（金曜深夜） | 2022年8月13日・8月20日 | 同時ネット |
| 香川県・岡山県 | 西日本放送（RNC）     | 日本テレビ系列 | 1週目土曜 1:15 - 1:44（金曜深夜） 2週目土曜 0:35 - 1:04（金曜深夜） | 2022年8月13日・8月20日 | 同時ネット |
| 高知県         | 高知放送（RKC）       | 日本テレビ系列 | 1週目土曜 1:15 - 1:44（金曜深夜） 2週目土曜 0:35 - 1:04（金曜深夜） | 2022年8月13日・8月20日 | 同時ネット |
| 福岡県         | 福岡放送（FBS）       | 日本テレビ系列 | 1週目土曜 1:15 - 1:44（金曜深夜） 2週目土曜 0:35 - 1:04（金曜深夜） | 2022年8月13日・8月20日 | 同時ネット |
| 長崎県         | 長崎国際テレビ（NIB） | 日本テレビ系列 | 1週目土曜 1:15 - 1:44（金曜深夜） 2週目土曜 0:35 - 1:04（金曜深夜） | 2022年8月13日・8月20日 | 同時ネット |
| 山口県         | 山口放送（KRY）       | 日本テレビ系列 | 水曜・木曜 10:25 - 10:55                                            | 2023年5月24日・25日    | 遅れネット |

## スタッフ
- 企画・演出：福田龍
- 構成：塩野智章
- ナレーション：ラルフ鈴木（日本テレビアナウンサー）
- CAM：松井光太郎
- VE：佐藤健太
- AUD：長岡圭佑
- 美術プロデューサー：大川明子
- CG：前川陽介
- 編集：髙野孝太
- MA：大塚淳未
- 音効：岡沢秀二
- 技術協力：テクノマックス、スタジオWelt
- 美術協力：日本テレビアート
- TK：田中彩
- デスク：木村りえ
- ディレクター：江連頼久（全力カンパニー）、平井正寿・遠山広（てっぱん） / 大浦瑠偉・田中楓果・原田耀士（全力カンパニー）
- チーフディレクター：前川コーファン（全力カンパニー）、尾越功（ハンター）
- プロデューサー：合田伊知郎、佐藤理恵（てっぱん）、島田勇夫（全力カンパニー） / 碓井里江子（全力カンパニー）、吉川美由紀
- チーフプロデューサー：遠藤正累
- 制作協力：全力カンパニー
- 製作著作：日本テレビ